# Elaphria vittifera
Elaphria vittifera är en fjärilsart som beskrevs av George Francis Hampson 1909. Elaphria vittifera ingår i släktet Elaphria och familjen nattflyn. Inga underarter finns listade i Catalogue of Life.